# Syntormon flexibile
Syntormon flexibile är en tvåvingeart som beskrevs av Becker 1922. Syntormon flexibile ingår i släktet Syntormon och familjen styltflugor. Inga underarter finns listade i Catalogue of Life.